# Cápac Yupanqui
Cápac Yupanqui   (Cusco, 1320 (Gregorià) - Cusco, 1350 (Gregorià)) Qhapaq Yupanki, va ser el cinquè governador del senyoriu inca, va entrar al poder mitjançant un cop d'estat al seu cosí Tarco Huamán. Cápac Yupanqui va resultar ser un aguerrit governant, i també molt maquiavèl·lic.

## Biografia
Va ser fill de Curu Yaya, germana de Mayta Cápac, cosí de Targa Huamán. Per assegurar el seu tron va matar a 9 germans de Targa, a altres els va fer jurar lleialtat. No obstant això va ser més benèvol amb Trga Huamán, ja que només el va enviar a governar als conquerits senyorius d'Anta i Cuyo.

## Govern
Durant el seu regnat, va derrotar a algunes petites ètnies com els Cuntis, afegint d'aquesta manera uns pocs quilòmetres quadrats als seus dominis. La reputació del senyoriu inca anava creixent; tant és així que el senyoriu Quechua, de Abancay els va enviar dos ambaixadors a demanar ajuda per enfrontar al poderós estat (gairebé imperi) Chanca.
Cápac va acceptar i va enviar al seu cosí Targa a capturar 1.000 ocellets de la selva i de l'altiplà per a ser cremats en rituals militars.
En el govern de Cápac Yupanqui el senyoriu inca seguia sent petit davant el de Ayamarca, i un diminut senyoriu en comparació amb el poderós estat Chanca.
L'estat Chanca era temut per Ayamarca (que s'havien recuperat de les guerres civils que Lloque Yupanqui va generar entre ells), i es projectava a la presa de tota la regió Cusco, incloent-hi els inques i ayamarques. Per aquesta situació tots dos van buscar una aliança, i es va reflectir quan el rei de Ayamarca va obsequiar a Cápac Yupanqui amb una dona anomenada Curi Hilpay.
Cápac Yupanqui mai es va enfrontar al poderós estat Chanca, ja que va morir enverinat abans que aquests arribessin al Cusco.

### Mort
En la llegenda, Yupanqui és un gran conqueridor; el cronista Juan de Betanzos diu que va ser el primer inca que va conquerir un territori fora de la vall del Cusco —cosa que es pot prendre per delimitar la importància dels seus predecessors.
Va sotmetre els Cuyumarca i Ancasmarca. Els seus fills d'altres dones incloïen Apu Calla, Humpi, Apu Saca, Apu Chima-chaui, Apu Urco Huaranca i Uchun-cuna-ascalla-rando. Va morir el 1350.
Garcilaso de la Vega informa que la seva administració va millorar la ciutat de Cusco amb molts edificis, ponts, carreteres i aqüeductes.

## Aclariments
Cápac Yupanqui, segons l'Enciclopèdia Espasa va ser fill de Curu Yaya, germana de Mayta Cápac; però es que aquest dos germans estaven casat entre ells dos. Per tant, Cápac Yupanqui també era fill de Mayta.